# Sebastianus Hendrikus Johannes Bosma
Sebastianus Hendrikus Johannes Bosma (Alkmaar, 18 februari 1901 – Groesbeek, 18 mei 1993) was een Nederlands politicus.
Hij werd geboren als zoon van Tjebbe Johannes Bosma en Tecla Elisabeth Terhorst. Hij ging naar de lagere school in Bovenkarspel waar zijn vader sinds 1907 schoolhoofd was en vervolgens bezocht bezocht hij enkele jaren Rijksnormaallessen in Enkhuizen. Daarna ging hij naar de gemeentesecretarie in Bovenkarspel, aanvankelijk als volontair, in 1918 werd hij daar ambtenaar ter secretarie en uiteindelijk bracht hij het tot eerste ambtenaar. In 1934 volgde hij P.B. van Zalen op als gemeentesecretaris van Kloosterburen. Eind 1938 keerde Bosma van Groningen terug naar Noord-Holland om burgemeester van Oude Niedorp te worden. In januari 1944 werd hij ontslagen waarna de burgemeester van Nieuwe Niedorp tevens waarnemend burgemeester van Oude Niedorp werd. Na de bevrijding keerde Bosma terug en in 1950 volgde zijn benoeming tot burgemeester van Limmen. In 1966 ging hij met pensioen en in 1993 overleed hij op 92-jarige leeftijd.
In Limmen is naar hem de 'Burgemeester Bosmalaan' vernoemd. Zijn jongere broer Henk Bosma is ook burgemeester geweest.